# Меноген
Меноге́н — наместник одрисского царя Садала II в середине I века до н. э.

## Биография
О Меногене, сыне Асклепиада, известно из изданного в его честь и датирумого серединой I века до н. э. декрета города Одессоса. Согласно ему, Меноген был назначен одрисским царём Садалом правителем соседней с Одессом территории. По мнению исследователей, речь идёт о Садале II. Как отметил С. Ю. Сапрыкин, из содержания декрета можно сделать вывод, что царские земли одриссов, поделённые на округа — стратегии, граничили с находящейся под управлением полисного коллектива хорой Одесса. По мнению Т. В. Бороздиной, город, по-видимому, в качестве автономной единицы входил в состав Одрисского государства и одновременно служил местом пребывания доверенного лица царя. А. Солак считал Меногена военным комендантом. Однако Т. В. Бороздина отметила, что какие-либо его военные функции в декрете не называются, а горожане обращались к Меногену по различным частным и общественным вопросам, которые он успешно разрешал. Садал же всячески поощрял благоволение своего чиновника по отношению к Одессу. Его покровительством объясняется и то обстоятельство, почему, в отличие от других западнопонтийских городов, в Одессе на тот момент продолжалась чеканка монеты.